# Vianne

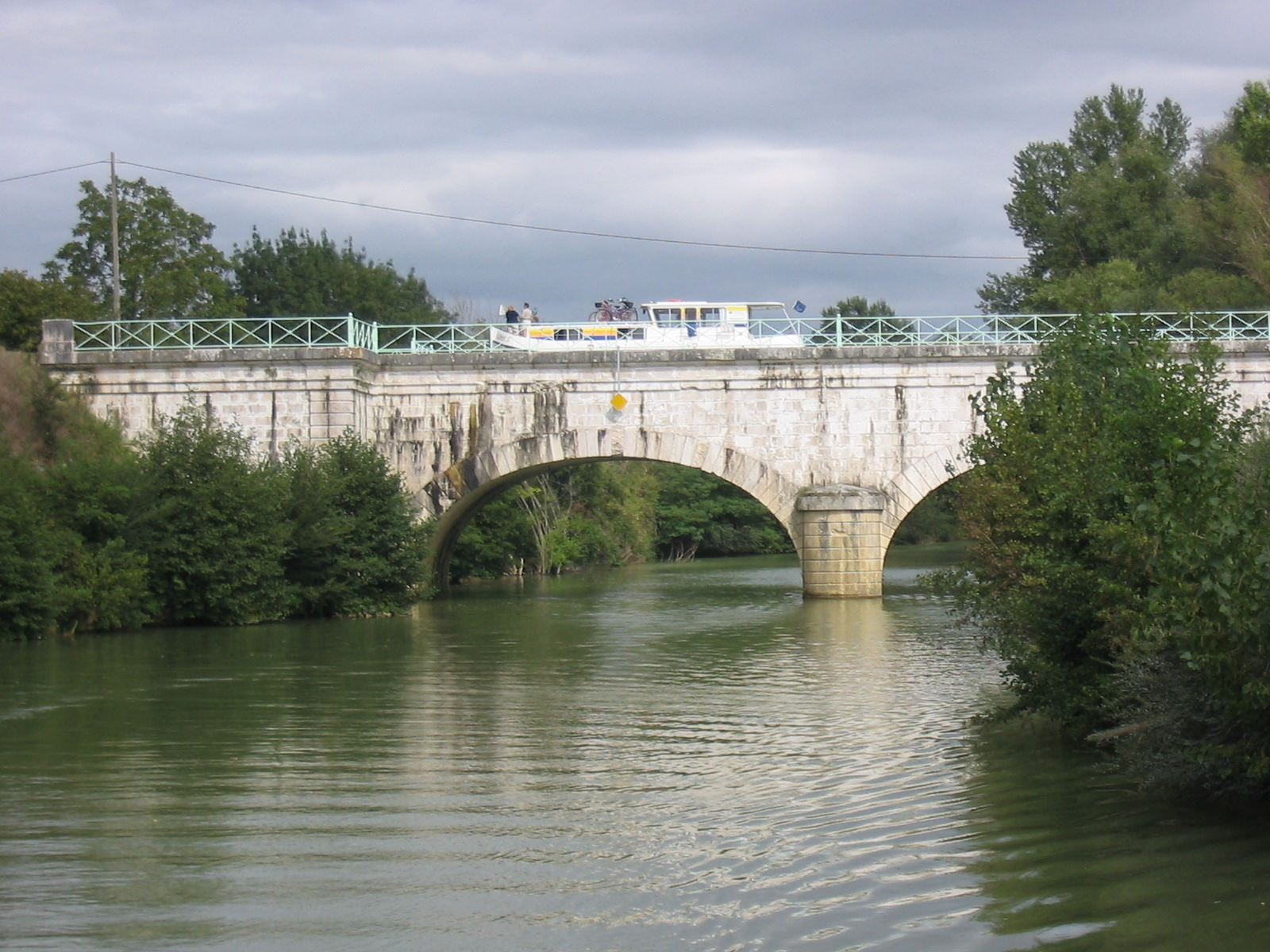
Kanalbrücke über die Baïse

Vianne ist ein Ort und eine Gemeinde (commune) mit 980 Einwohnern (Stand 1. Januar 2022) im Département Lot-et-Garonne in der Region Nouvelle-Aquitaine im Südwesten Frankreichs.

## Lage und Klima
Der Ort Vianne liegt am Ufer des Flusses Baïse, eines linken Nebenflusses der Garonne in einer Höhe von ca. 45 m. Die Stadt Agen liegt etwa 28 km (Fahrtstrecke) in östlicher Richtung; die Großstadt Toulouse ist ca. 140 km in südöstlicher Richtung entfernt. Das Klima ist gemäßigt bis warm; Regen (ca. 790 mm/Jahr) fällt überwiegend im Winterhalbjahr.

## Bevölkerungsentwicklung
| Jahr                       | 1800 | 1851 | 1901 | 1954 | 1999 | 2019 |
| Einwohner                  | 752  | 830  | 821  | 917  | 1224 | 995  |
| Quellen: Cassini und INSEE |      |      |      |      |      |      |

Trotz der Reblauskrise im Weinbau und der Mechanisierung der Landwirtschaft ist die Einwohnerzahl des Ortes annähernd gleich geblieben.

## Wirtschaft
Die Region war und ist ganz überwiegend landwirtschaftlich orientiert. Sie liegt im Weinbaugebiet Buzet. Im 19. Jahrhundert existierten mehrere Getreidemühlen entlang des Baïse-Ufers; überdies gab es mehrere Steinbrüche (carrières) in der Umgebung. Im Jahr 1920 wurde von tschechischen Glasbläsern eine Glasbläserei gegründet, die zwar nicht mehr produziert, aber noch besichtigt werden kann.

## Geschichte
Die Bastide von Vianne wurde im Jahr 1284 durch einen Paréage-Vertrag gegründet, der zwischen Jourdain de l’Isle und dem Seneschall von Guyenne, Jean de Grailly, dem Vertreter des Königs von England, Eduard I., geschlossen wurde. Die Bastide wurde anstelle des durch ein Priorat der Abtei Cluny beherrschten Dorfes Villelongue erbaut, von dem die Kirche erhalten blieb. Die neue Stadt erhielt ihre Befestigungen im frühen 14. Jahrhundert, also noch vor Beginn des Hundertjährigen Krieges (1337–1453). Die Geschichte der Stadt ist von mehreren Scharmützeln bei französisch-englischen Schlachten (Kämpfe von 1342) geprägt.

## Sehenswürdigkeiten
- Vianne ist eine Bastide mit erhaltener, ca. 1200 m langer Stadtmauer mit mehreren Toren und Türmen.[2][3]
- Die einschiffige und ehemals wohl zu einem Priorat gehörende Église St-Christophe entstand in romanischen und frühgotischen Stilformen der Zeit des 12. bis. 14. Jahrhunderts; sie ist tonnengewölbt und enthält einige romanische Kapitelle.[4][5]
- Das nur etwa 300 m vom Ortszentrum entfernte und heute als Hotel dienende Château de la Roche stammt weitgehend aus dem frühen 20. Jahrhundert; es enthält jedoch noch Bauteile aus dem 15. Jahrhundert.[6]

Umgebung
- Die ca. 8 km nördlich gelegene Kanalbrücke über die Baïse entstammt dem frühen 20. Jahrhundert.[7][8]

## Gemeindepartnerschaft
- Alluvioni Cambiò, Piemont, Italien